# Hwang Ok-Sil
Hwang Ok-Sil (n. 25 martie 1972, Phenian, RPDC) este o sportivă ce a reprezentat Coreea de Nord, medaliată olimpică. A participat la o ediție a Jocurilor Olimpice (1992) în care a câștigat o medalie de bronz.

## Participări
Lista de mai jos prezintă principalele competiții la care a participat Hwang Ok-Sil de-a lungul carierei.
- short track speed skating at the 1992 Winter Olympics – women's 500 metres[*]